# Chlenias melanostrepta
Chlenias melanostrepta är en fjärilsart som beskrevs av Oswald Beltram Lower 1893. Chlenias melanostrepta ingår i släktet Chlenias och familjen mätare. Inga underarter finns listade i Catalogue of Life.